# Ralph Palmer
Ralph Lee Palmer (* 19. Juni 1909 in Catskill, New York; † 10. Mai 2005 in Delray Beach, Florida) war ein US-amerikanischer Computeringenieur.
Palmer studierte Elektrotechnik am Union College in Schenectady mit dem Bachelor-Abschluss 1931. Palmer kam 1932 zu IBM in Endicott. 1939 wurde er Manager der Entwicklungsabteilung in Poughkeepsie. Im Zweiten Weltkrieg arbeitete er in der Kryptoanalyse – er arbeitete an der US-Navy-Version der Bombe (einer Simulationsmaschine für die deutsche Enigma, die die Polen und danach die Briten entwickelt hatten). Nach dem Krieg entwarf er die IBM 604 und war einer der führenden Berater von Thomas J. Watson bei der Entwicklung der IBM 701. 1954 wurde er nach erfolgreichem Abschluss des Projekts Direktor der Ingenieursabteilung bei IBM.
Die IBM 604 und ihr Vorgänger die IBM 603 benutzten erstmals zu einem großen Teil elektronische Komponenten in einem IBM-Computer für den Massenmarkt, wobei die 603 noch eingeschränkte Funktionen (als Multiplizierer) hatte. Sie verwendeten dabei Erfahrungen aus geheimen Kriegsarbeiten zu kryptographischen Maschinen. Die 604 wurde 1948 ausgeliefert.
1963 wurde er IBM Fellow. 1983 wurde er Mitglied der National Academy of Engineering, deren Vizepräsident er war.
1989 erhielt er den Computer Pioneer Award.